# Sandro (football, 1980)
Pour les articles homonymes, voir Cardoso et Sandro.
Sandro Cardoso dos Santos, plus communément appelé Sandro, est un footballeur brésilien né le 22 mars 1980.